# Acer kungshanense
Acer kungshanense — вид клена, ендемік північно-західної та південної частин провінції Юньнань, Китай. 

## Опис
Acer kungshanense — листопадне дерево до 20 м заввишки. Кора сіра, вертикально тріщинувата. Гілочки нинішнього року сірувато-коричневі, старші сірувато-бурі або темно-сірувато-бурі; зимові бруньки сірі, округло-конічні, по краю луски війчасті. Листя на ніжках 9–12 см; листкова пластинка абаксіально (низ) зеленувата й густо-жовтувато запушена, адаксіально темно-зелена й запушена, 15–25 × 15–25 см, 3-лопатева; частки яйцеподібні, край городчастий, верхівка гостра. Супліддя волотисте, 7–9(12) см, запушене. Горішки опуклі, жовтувато запушені; крила серпоподібні, включаючи горішок 4–4.5 × 1.5–1.7 см, крила розправлені прямо чи гостро. Плодить у вересні.

## Поширення
Росте в долинах змішаних лісів на висотах від 2000 до 3200 метрів.